# Ildikó Komlósi
Ildikó Komlósi (Békésszentandrás, 22 marzo 1959) è un mezzosoprano ungherese.

## Biografia
Mezzosoprano ungherese, vince nel 1986 il Concorso Pavarotti, debutta nel Requiem di Verdi a fianco dello stesso Pavarotti e sotto la direzione di Lorin Maazel.
Da questo momento in poi è ospite regolare dei più importanti teatri e sale da concerto del mondo, tra cui ricordiamo: lo Staatsoper di Vienna, Teatro alla Scala di Milano, Oper Frankfurt, Teatro Municipal di Santiago del Cile, Carnegie Hall e Metropolitan di New York, Teatro San Carlo di Napoli, Teatro del Maggio Musicale Fiorentino, Arena di Verona, Covent Garden di Londra, La Monnaie/De Munt di Bruxelles, collaborando con direttori quali: Iván Fischer, Valery Gergiev, Riccardo Chailly, Zubin Mehta, Colin Davis e Antonio Pappano.
Idilko Komlosi vanta un repertorio che spazia dai ruoli mozartiani alle opere di Donizetti, Ponchielli, Bizet (Carmen), Massenet (Charlotte in Werther), Richard Strauss (Octavian in Der Rosenkavalier e Der Komponist in Ariadne auf Naxos), Cajkovskij (Giovanna d'Arco ne La Pulzella d'Orléans), Bartók (Judith in Bluebeard's Castle), Verdi (Fenena in Nabucco, Amneris in Aida, Eboli in Don Carlo), Mascagni (Santuzza in Cavalleria rusticana) e Cilea (Principessa di Bouillon in Adriana Lecouvreur).
Le recenti stagioni l'hanno vista protagonista di importanti debutti quali: Don Giovanni (Donna Elvira) al Teatro Carlo Felice di Genova, Bluebeard's Castle alla Turku Opera, Carmen al Semperoper di Dresda, La forza del destino (Preziosilla) al Metropolitan di New York, Ariadne auf Naxos al Teatro alla Scala, Cavalleria rusticana e Carmen all'Arena di Verona, Aida alla Frankfurt Oper e alle Terme di Caracalla.
Ha cantato come Amneris nell'Aida diretta da Riccardo Chailly per l'inaugurazione della stagione scaligera 2006/2007. Nella stessa stagione è stata protagonista di Cavalleria Rusticana (Santuzza) e Oedipus Rex (Jocasta) al Teatro Regio di Torino, Requiem di Verdi a Cagliari, Cavalleria Rusticana alla Deutsche Oper di Berlino e a Napoli, Bluebeard's Castle a Bilbao. Nelle stagioni più recenti ha interpretato Bluebeard's Castle a Napoli; Don Carlos alla Semperoper di Dresda, Requiem di Verdi con la London Philharmonic Orchestra e Vladimir Jurowski a Londra; Carmen al Teatro dell'Opera di Roma; Salomè al Metropolitan Opera di New York; il Requiem di Dvorak al Gran Teatre del Liceu di Barcellona; Aida alla Deutsche Oper di Berlino; Cavalleria rusticana a Barcellona,  Cagliari e a Palermo; Aida e Carmen all'Arena di Verona; Adriana Lecouvreur al Teatro Massimo di Palermo.
Ha debuttato in Parsifal (Kundry) alla Deutsche Oper di Berlino; Das Lied von der Erde a Oviedo, Gent e Anversa.
Nel 2016 è stata premiata con il Premio Kossuth.

## Carriera
- 1986: Vincitrice del Concorso Pavarotti
- 1986: Debutto con la Messa di Requiem di Giuseppe Verdi, con Luciano Pavarotti, direzione di Lorin Maazel.
- 1989: Alla Oper Frankfurt di Francoforte
- 1989: alla Wiener Staatsoper di Vienna come Judith in A Kékszakállu herceg vára di Béla Bartók
- 1990: al Teatro Lirico per il Teatro alla Scala di Milano con l'opera Blimunda nel ruolo del titolo di Azio Corghi con Moni Ovadia e i Swingle Singers diretta da Zoltán Peskó
- 1991-1992: canta brani dall'opera La maschera nera di Krzysztof Penderecki diretta dal compositore alla Scala ed esibizioni in vari teatri d'opera a Houston, Philadelphia, Cleveland, Bregenz, San Francisco, Stoccarda, Amburgo, Napoli e Catania
- 1993: Al Palacio de Bellas Artes di Città del Messico con l'opera Werther
- 1993: A Santiago con Lucrezia Borgia e Anna Bolena
- 1995: a Charleston con Der Rosenkavalier, accompagnata dalla Budapest Festival Orchestra e Octavian in Der Rosenkavalier a Vienna con Felicity Lott
- 1996: a Vienna Der Komponist in Ariadne auf Naxos con Natalie Dessay e Deborah Voigt
- 1996: a Taormina debutta nell'opera Aida il ruolo di Amneris con Maria Dragoni, Gianfranco Cecchele, direzione Stefano Pellegrino, regia di Francesco Stochino
- 1997: Al Maggio Musicale Fiorentino (Firenze) con Ariadne auf Naxos, direzione di Zubin Mehta, regia di Jonathan Miller
- 1998: A Strasburgo con La Pulzella d'Orléans, nel ruolo di Giovanna d'Arco
- 1999: al Metropolitan Opera House di New York come Charlotte in Werther con Thomas Hampson diretta da Donald Runnicles
- 2000: alla Royal Festival Hall di Londra canta Ariadne auf Naxos con Edita Gruberová e alla Scala la Principessa di Bouillon in Adriana Lecouvreur con Nicola Martinucci e Sonia Prina
- 2001: al Teatro San Carlo di Napoli con Don Carlo e al Festival di Salisburgo Judith in A kékszakállú herceg vára di Bartók con László Polgár
- 2002: A La Monnaie/De Munt di Bruxelles con l'Aida, nel ruolo di Amneris
- 2003: al Royal Opera House di Londra con l'Aida, nel ruolo di Amneris con Carlo Colombara diretta da Antonio Pappano e Il compositore in Ariadne auf Naxos con Sumi Jo diretta da Marcello Viotti al Teatro Malibran per il Teatro La Fenice di Venezia
- 2004: nuovamente al La Monnaie/De Munt di Bruxelles con l'Aida, nel ruolo di Amneris
- 2004: Alla Semperoper di Dresda con Don Carlos
- 2004-2005: In tour lungo il Giappone con Aida, nel ruolo di Amneris
- 2005: a Vienna Amneris in Aida con Hui He e Ambrogio Maestri
- 2005: Al Teatro Lirico di Cagliari con La Gioconda nel ruolo di Laura
- 2005: Al Teatro Carlo Felice di Genova con Don Giovanni (Donna Elvira)
- 2005: All'Opera di Turku con Il castello di Barbablù
- 2005: Alla Semperoper di Dresda con la Carmen
- 2006: al Metropolitan Opera di New York come Preziosilla ne La forza del destino con Deborah Voigt, Salvatore Licitra, Samuel Ramey e Juan Pons diretta da Gianandrea Noseda
- 2006: al Teatro alla Scala di Milano come Der Komponist nella prima di Ariadne auf Naxos con Nino Machaidze
- 2006: All'Arena di Verona con Cavalleria rusticana e Carmen
- 2006: All'Opera di Francoforte con Aida
- 2006: Alle Terme di Caracalla di Roma con Aida
- 2006: al Teatro alla Scala come Amneris in Aida nella serata d'inaugurazione della stagione d'opera (7 dicembre 2006) con Violeta Urmana e Roberto Alagna diretta da Riccardo Chailly
- 2007: alle Terme Romane di Baia (Bacoli) come Santuzza in Cavalleria rusticana con i complessi del Teatro San Carlo di Napoli ripresa da Rai 2 e a Bilbao Judith in A Kékszakállu herceg vára di Bartók
- 2008: al Teatro dell'Opera di Roma con Carmen nel ruolo della protagonista, a fianco del tenore Andrea Bocelli e Natale De Carolis e al Metropolitan Herodias in Salomè con Karita Mattila
- 2009: al Teatro Giuseppe Verdi di Salerno con l'Aida, nel ruolo di Amneris e al Metropolitan Santuzza in Cavalleria rusticana con José Cura
- 2012: al Gran Teatre del Liceu La bruixa Jezibaba in Rusalka diretta da Andrew Davis
- 2013: al Metropolitan Nurse in Die Frau ohne Schatten, al Deutsche Oper Berlin Cassandre in Les Troyens con Elīna Garanča diretta da Runnicles, a Barcellona canta il Requiem di Verdi con Riccardo Zanellato e al Teatro dell'Opera di Budapest Amneris in Aida

## Repertorio
| Ruolo                       | Titolo                  | Autore     |
| --------------------------- | ----------------------- | ---------- |
| Judith                      | Il castello di Barbablù | Bartók     |
| Cassandre                   | Les Troyens             | Berlioz    |
| Carmen                      | Carmen                  | Bizet      |
| Principessa di Bouillon     | Adriana Lecouvreur      | Cilea      |
| Fidalma                     | Il matrimonio segreto   | Cimarosa   |
| Giovanna Seymour            | Anna Bolena             | Donizetti  |
| Maffio Orsini               | Lucrezia Borgia         | Donizetti  |
| Elisabetta                  | Maria Stuarda           | Donizetti  |
| Sara                        | Roberto Devereux        | Donizetti  |
| Leonora di Guzman           | La favorita             | Donizetti  |
| Santuzza                    | Cavalleria rusticana    | Mascagni   |
| Charlotte                   | Werther                 | Massenet   |
| Donna Elvira                | Don Giovanni            | Mozart     |
| Laura Adorno                | La Gioconda             | Ponchielli |
| Un povero Un altro compagno | Maria Egiziaca          | Respighi   |
| Herodias                    | Salome                  | Strauss    |
| Oktavian                    | Der Rosenkavalier       | Strauss    |
| Der Komponist               | Ariadne auf Naxos       | Strauss    |
| Die Amme                    | Die Frau ohne Schatten  | Strauss    |
| Azucena                     | Il trovatore            | Verdi      |
| Preziosilla                 | La forza del destino    | Verdi      |
| Principessa d'Eboli         | Don Carlo               | Verdi      |
| Amneris                     | Aida                    | Verdi      |
| Venere                      | Tannhäuser              | Wagner     |
| Wellgunde                   | Das Rheingold           | Wagner     |
| Kundry                      | Parsifal                | Wagner     |

## Discografia
- Richard Strauss: Ariadne auf Naxos (CD) (Elisabeth-Maria Wachutka, Alan Woodrow, Aline Kutan • Orchestra del Teatro di San Carlo, Napoli • Gustav Kuhn) ARTE NOVA, 2000, Élő Felvétel
- Giuseppe Verdi: Requiem (CD) (Georgina Lukacs, Gianni Mongiardino, Edzard Crafts • Iceland Opera Choir • Iceland Symphony Orchestra • Rico Saccani) ARSIS CLASSICS 2000, Élő Felvétel
- Bela Bartok: Bluebeard's Castle (CD) (Laszlo Polgar • Budapest Festival Orchestra • Ivan Fischer) DECCA CLASSICS, 2003
- W.A.Mozart: Requiem (DVD) (Cecilia Gasdia, Jose Carreras, Ruggero Raimondi • Sarajevo Philharmonic Orchestra • Zubin Mehta) National Library of Sarajevo • IMAGE ENTERTAINMENT 1994
- Gaetano Donizetti: Roberto Devereux (DVD) (Alexandrina Pendatchanska, Giuseppe Sabbatini, Roberto Servile • Orchestra Teatro di San Carlo, Napoli) Teatro San Carlo di Napoli • Teatro di San Carlo •  IMAGE ENTERTAINMENT 2000
- Richard Strauss: Der Rosenkavalier (DVD) (Pier Luigi Pizzi, Elizabeth Whitehouse, Daniel Williams • Orchestra Teatro Massimo di Palermo) Teatro Massimo di Palermo • IMAGE ENTERTAINMENT 2000
- Giuseppe Verdi: Aida (DVD) (Norma Fantini, Marco Berti, Mark Doss • Orchestra and Choir of La Monnaie-De Munt • Kazushi Ono • Robert Wilson) Theatre La Monnaie di Bruxelles • OPUS ARTE 2006
- Giuseppe Verdi: Aida (DVD) (Violeta Urmana, Roberto Alagna, Giorgio Giuseppini, Carlo Guelfi, Marco Spotti • Riccardo Chailly • Franco Zeffirelli) Teatro alla Scala • DECCA 2007
- Amilcare Ponchielli: La Gioconda (CD • DVD) (Andrea Gruber, Marco Berti, Alberto Mastromarino, Carlo Colombara, Elisabetta Fiorillo • Donato Renzetti • Pier Luigi Pizzi) Arena di Verona • DYNAMIC 2005 Streamopera.com/LaGioconda Archiviato il 7 novembre 2014 in Internet Archive.

## Fonti
- dal sito dell'Agenzia d'artisti StageDoor [collegamento interrotto], su stagedoor.it.